# Історія євреїв Африки

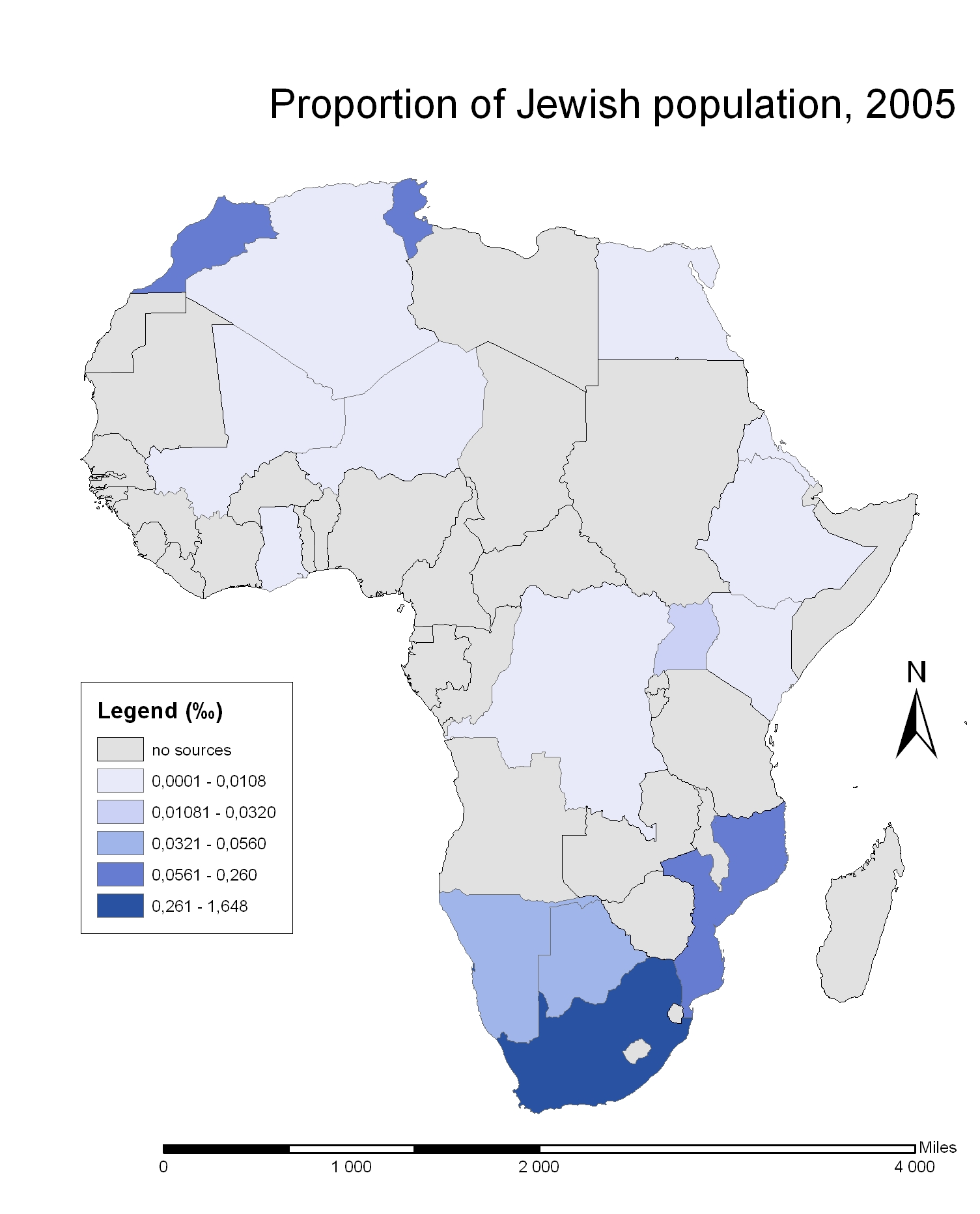
Єврейське населення Африки

Єврейські громади Африки складаються з громад євреїв сефардів і мізрахім, які живуть переважно в Північній Африці або Магрибі, включаючи Марокко, Алжир, Лівію та Туніс, а також у Судані та Єгипті. Деякі з цих громад сформувалися при виникненні єврейської діаспори, інші після вигнання з Піренейського півострова наприкінці XV століття, а також з південноафриканських євреїв, в основному ашкеназів, нащадків іммігрантів литваків до і після Голокосту, і ефіопських євреїв, що називають себе Будинок Ізраїлю) і живуть переважно в районах Амхара та Тиграй в Ефіопії.

## Стародавні громади
Найдавніші громади африканських євреїв — ефіопські, сефардські та євреї мізрахи, що населяли території Північної Африки та Сомалі .
У сьомому столітті багато іспанських євреїв тікали від переслідувань вестготів до Північної Африки, де вони жили у візантійських містах, розташованих уздовж узбережжя Середземного моря. Інші прибутки після вигнання з Іберії. Залишки стародавніх єврейських громад залишаються в Марокко, Тунісі та в іспанських містах Сеута та Мелілья. На острові Джерба в Тунісі існує нечисленна, але все ще діюча єврейська громада. З 1948 після війни за незалежність Ізраїлю, що викликала ворожість мусульманських країн, більшість інших північноафриканських євреїв емігрували до Ізраїлю.
Деякі з іммігрантів сьомого століття переміщалися всередині країни і проповідували серед берберських племен, перетворюючи їх на юдаїзм. Декілька племен, включаючи Джараву, Улед Джарі та деякі племена народу Даггатун, звернулися до юдаїзму. Ібн Хальдун повідомляв, що Кахіна, цариця берберсько-юдейського князівства, яка очолила опір мусульманським арабським завоюванням Північної Африки в 680-і і 690-і роки, була єврейкою племені Харава. З поразкою берберського повстання жодна з єврейських громад спочатку не була змушена прийняти іслам. 

### Ефіопія
У 1975 році ізраїльська релігійна влада та уряд визнали Бета Ісраель в Ефіопії юридично єврейським 
. Сотні ефіопських євреїв, які побажали емігрувати до Ізраїлю, були доставлені в країну повітряним транспортом під керівництвом прем'єр-міністра Менахема Бегіна . Бегін отримав офіційну ухвалу від головного сефардського рабина Ізраїлю Овадії Йосефа, що Бета Ісраель є нащадками десяти втрачених колін. Рабини вважали, що вони були нащадками Дананого коліна. З цим підтвердженням у пізніші десятиліття десятки тисяч євреїв Бета-Ізраїлю іммігрували до Ізраїлю. Значна імміграція до Ізраїлю триває й у ХХІ столітті. Ефіопська єврейська громада становить приблизно 81 тис. іммігрантів, які разом зі своїми 39 тис. дітей, що народилися в самому Ізраїлі, на початок 2009 року налічували близько 120 тис. людина.
Через деякі аспекти єврейських ортодоксальних шлюбних законів рабин Йосеф ухвалив, що після прибуття до Ізраїлю Бета Ісраель мали пройти формальне звернення до юдаїзму. Їм довелося заявити про свою відданість галахічному способу життя та єврейському народу відповідно до практики, якою дотримується ортодоксальний рабинський юдаїзм. Він не вимагав нормальних формальних вимог, які Галаха накладає на потенційних неєврейських прозелітів (наприклад, обрізання чи занурення у мікве). Небагато ашкеназьких рабинських властей визнають це звернення в юдаїзм не проформою.

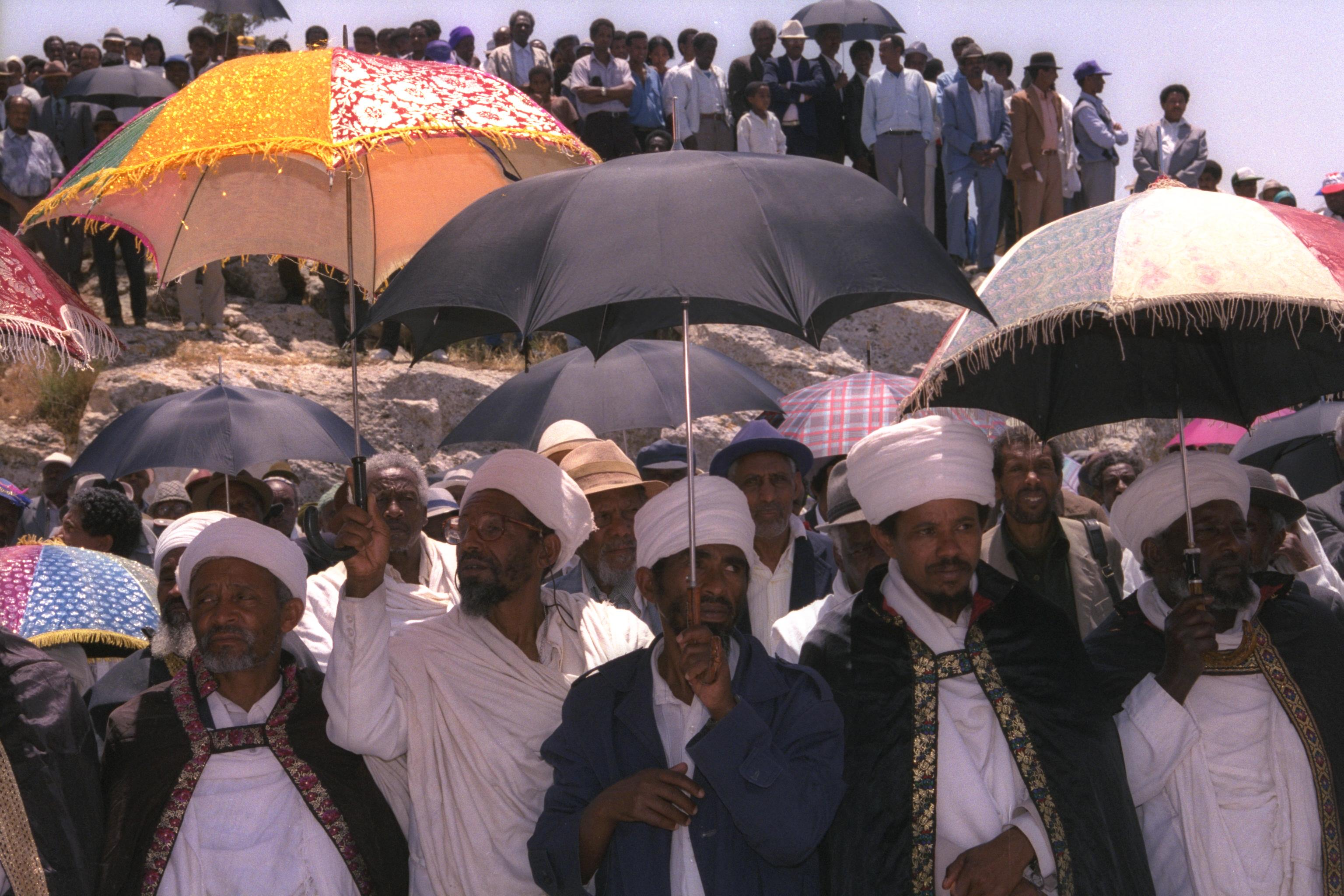
Ефіопські євреї

Згодом, через ізоляцію їхньої спільноти від країн Європи та Близького Сходу, практика Бета Ісраель розвивалася окремо від практики інших форм юдаїзму. В Ефіопії бета-ізраїльській громаді в основному був недоступний Талмуд . Вони мали свій усний закон. У деяких випадках у них були такі ж методи, як і у караїзму, а в інших — схожі з талмудичним юдаїзмом.
У багатьох випадках їхні релігійні старійшини або священичі класи, відомі як кессим або цесотч, інтерпретували біблійний закон Танаха так само, як і єврейські громади равінітів в інших частинах світу.  У цьому сенсі Бета Ісраель зберегли традицію, аналогічну традиції Талмуду, хоча часом суперечили практиці та вченням інших єврейських громад.
Одна істотна відмінність полягає в тому, що Бета Ісраель не святкували Пурим і Хануку, мабуть тому, що вони відокремилися від основного юдаїзму до того, як ці небіблійні свята стали відзначати. Сьогодні більшість членів громади Бета Ісраель, які проживають в Ізраїлі, дотримуються цих свят.

### Сомалі
«Ібір» - плем'я в Сомалі, східній Ефіопії, Джибуті та північній Кенії . Хоча вони були мусульманами протягом століть, деякі з них стверджують, що вони є нащадками євреїв, які прибули на Африканський Ріг задовго до прибуття кочівників Сомалі. Ці люди стверджують, що «Ібір» означає «іврит» їхньою мовою. 
За межами «Ібір» у Сомалі практично немає відомої нинішньої чи історичної єврейської громади.  

### Білад-ель-Судан
Історична присутність єврейських громад в Африці добре підтверджена. Сьогодні нащадки цих євреїв живуть у таких країнах, як Сьєрра-Леоне, Ліберія, Сенегал, Гана та Нігерія . Відповідно до «Таріх аль-Фатташ» та «Таріх аль-Судан» XVII століття, кілька єврейських громад існували як частини Гани, Малі, а згодом і Сонгайських імперій. Одна з таких громад була сформована групою єгипетських євреїв, які, ймовірно, подорожували через сахельський коридор, через Чад у Малі . У рукописі «Таріх аль-Фатташ» описувалося співтовариство, зване «Бані Ізраїль», що проживав у 1402 році в Тіндірма, що мав 333 колодязі, сім князів та армію.
Іншим подібним співтовариством був уряд Цуви правителя Кукії (розташованого на річці Нігер). Його ім'я було відоме лише як «Зува Аляман», тобто «Він родом із Ємену». Відповідно до ізольованої місцевої легенди, Зува Аляман був членом однієї з єврейських громад, перевезених з Ємену абіссінцями у VI столітті н. е. після поразки Зу Нувас. Кажуть, що Зува Аляман подорожував до Західної Африки разом зі своїм братом. Вони заснували громаду в Кукії на березі річки Нігер, розташованої нижче за течією від Гао. За словами "Таріх аль-Судан", після Зуви Алямана в період після ісламу в другій половині одинадцятого століття існувало 14 правителів Цуви.
Інші джерела повідомляють, що інші єврейські громади у регіоні сформувалися з людей, які мігрували з Марокко та Єгипту; інші пізніше прийшли із Португалії. Повідомлялося, що деякі громади були населені певними євреями як туареги, відомі як «діти Ісаака». Вони говорять мовою, що відноситься до Сонгай, живуть у регіоні Менака у північно-східному Малі і раніше були пастухами для дворян Туарега.  Крім того, дехто мігрував у цей район від мусульманського панування в Північній Африці.
Відомий діяч XVI століття Лев Африканський — андалузький бербер, який звернувся до християнства, — згадує таємниче маленьке село африканських євреїв на південний захід від Томбукту, яке торгувало екзотичними спеціями, зброєю та отрутами.

## Середньовіччя

### Північна Африка та Магриб
Найбільша притока євреїв в Африку відбулася після виникнення іспанської інквізиції, після закінчення Гранадської війни та падіння Мусульманської Іспанії . Масовий результат і вигнання іберійських євреїв почалися 1492 року, невдовзі після цього постраждали сицилійські євреї. Чимало з цих сефардських євреїв оселилися переважно у Магрибі під мусульманським і османським патронажем. Марокко, Туніс та Алжир, а також Єгипет стали домом для значних єврейських громад. Ці громади пізніше були включені в систему Оттоманського проса як африканізовані османські євреї, пов'язані законами Талмуду та Тори, але з відданістю Халіфу Константинопольському.

### Танзанія
«Ньямбо» - плем'я Танзанії, північної Танзанії та Південної Уганди (Анколи). Хоча вони були християнами протягом століть, вони стверджують, що є нащадками євреїв, які прибули на Африканський Ріг задовго до прибуття кочівників Сомалі. Вони кажуть, що «Ньямбо» означає «іврит» їхньою мовою. 

### Малі
У XIV столітті багато маврів і євреїв, рятуючись від переслідувань в Іспанії, мігрували на південь в район Томбукту, яка в той час була частиною імперії Сонгай. Серед них була родина Кехат (Ка'ті), що походить від Ісмаїла Яна Кот Аль-Яхуді із Шейди, Марокко. Сини цієї видатної родини заснували три села, які ще існують недалеко від Томбукту-Кіршамби, Айбомо та Конгугари. У 1492 році Астія Мухаммед прийшла до влади в раніше терпимому регіоні Томбукту і ухвалила, що євреї повинні звернутися в іслам або піти; Юдаїзм став незаконним у Малі, як це було в католицькій Іспанії того ж року. Як писав в 1526 історик Лев Африкус: «Цар (Аська) є оголошеним ворогом євреїв, він не дозволить жити в місті. Якщо він почує це, він сказав, що берберський купець часто відвідує їх або веде із ними справу, він конфіскує свої товари».
Сім'я Кехат була перетворена разом із рештою немусульманського населення. Коенс, що походить від марокканського ісламського єврейського торговця Ель-Хадж Абд-аль-Салама аль Кухіна, прибув у район Томбукту у XVIII столітті, а родина Абани з'явилася у першій половині ХІХ століття. За словами професора Мішеля Абітбола, в Центрі досліджень марокканських євреїв в Ізраїлі, наприкінці XIX століття рабин Мордоче Аби Серур кілька разів їздив у Томбукту як не надто успішний торговець страусовим пір'ям та слоновою кісткою. Ісмаїл Діаді Хайдара, історик із Томбукту, знайшов старі єврейські тексти серед історичних записів міста. Він також досліджував своє минуле та виявив, що він походить від марокканських єврейських торговців родини Абана. Коли він дав інтерв'ю старійшинам у селах своїх родичів, він виявив, що знання єврейської ідентичності сім'ї збереглося, потай, зі страху переслідування. 

## Сучасні громади

### Мадагаскар
Невелика спільнота малагасійців почала практикувати юдаїзм у 2010 році, що призвело до утворення трьох окремих громад, кожна з яких дотримувалася своєї інтерпретації єврейської духовної практики.  У травні 2016 року 121 член малагасійської єврейської громади було звернено відповідно до традиційних єврейських ритуалів, представивши перед бейт-діном і занурюючись у мікву. Звернення, організоване за допомогою єврейської організації «Кулану», проходило під головуванням трьох ортодоксальних рабинів. 

### Берег Слонової Кістки
В останні роки в Кот-д'Івуарі формуються спільноти, які повільно зростають у всьому регіоні. Капітолійське місто Абіджан має дві синагоги, кожна з яких налічує близько 40-70 парафіян.  Крім того, великі групи корінних народів, звані данітами, заявляють про походження з втраченого племені Дана, і багато хто з цієї етнічної групи виявляють інтерес до юдейської практики. 

### Камерун
Рабин Ісраель Оріел, колишній Бодоль Нгімбус-Нгімб, народився у племені Ба-Саа. Він каже, що у цьому регіоні були історично євреї. Слово Ба-Саа, за його словами, походить від івриту для "в дорозі" і означає благословення. Рабин Оріел стверджує, що він Левит, що походить від Мойсея. Повідомляється, що рабин Оріел зробив алію у 1988 році і був призначений рабином старшим рабином Сефарда та призначив рабином нігерійських євреїв.
Рабин Оріел стверджує, що в 1920 році в Камеруні налічувалося 400 000 «ізраїльтян», але до 1962 число зменшилося до 167 000 через перехід до християнства та ісламу. Він сказав, що ці племена не були прийняті галахічно. Але він вважає, що може довести свій єврейський статус із середньовічних рабинських джерел. 
Батько Яфета Котто, американського актора, був євреєм із Камеруну. Котто ідентифікує себе як єврей.
Bankon (Abaw, [14] Abo, Bo, Bon [15]) - це плем'я, пов'язане з групами Баса і Rombi, розташованими на півночі міста Дуала, підрозділом Або, громадою Боналеї, у прибережному регіоні Камеруну. Слово Ban  -Kon  означає син принца в ассирійському, арамейському діалекті. У своїх роботах «Негритянські мови» французький вчений Ліліас Хомбургер дійшов висновку, що мова Банконів — Кум.  . Слово Кум означає «встань»   на івриті; Ассирійці називали Дім Ізраїлю ім'ям Кумрі  .

### Гана
Ізраїльська громада Сефві Віавсо, Сефві Суї та Га у Західному та Південному регіоні Гани стверджує, що їхні предки є нащадками євреїв, які мігрували на південь через Єгипет. Однак практика юдаїзму в цьому співтоваристві сягає лише початку 1970-х років.

### Кенія
В окрузі Лайкіпія, Кенія, з'явилося невелике співтовариство, яке відмовилося від християнства на користь юдаїзму. Нині їх налічується близько 5 тис. людина. Хоча спочатку Мессіанський, вони дійшли висновку, що їхні переконання несумісні з християнством і тепер чекають, щоб їх проінструктували у традиційному юдаїзмі.  Деякі з молодших дітей цієї спільноти були відправлені до школи Абаюдая в Уганді, щоб отримати вказівки з юдаїзму та інших предметів. 

### Нігерія
Євреї-ігбо з Нігерії відносяться до етнічної групи Ігбо. Деякі нігерійські громади з юдейською практикою отримують допомогу від окремих ізраїльтян та американських євреїв, які працюють у Нігерії з такими організаціями, як Кулану . 
Число ігбо в Нігерії, які називають себе євреями, до 2016 року становило приблизно 4 тис. осіб із 70 синагогами. Багато хто з них звернувся з християнства.  Інші джерела ставлять вищу цифру, стверджуючи, що близько 30 тис. ігбо практикували деяку форму юдаїзму в 2008 році. 

### Уганда
Щодо нового руху «Абаюдая» з Уганди перейшло в юдаїзм з 1917 року під впливом американця Вільяма Сондерса Кроуді, який сказав, що афроамериканці походять від євреїв. 

### Зімбабве

#### Лемба
Багато Лемба є прихильниками християнства. Тим не менш, вони зберегли деякі споконвічно єврейські ритуали і звичаї і як було встановлено, мають генетичні особливості, властиві іншим єврейським групам, підтримуючи їхнє ставлення до стародавніх єврейських родоводів.

#### Англо-євреї
Єврейська громада Зімбабве була створена першими білими колоністами британського громадянства у 1890-х роках.  На початку 1970-х років громада налічувала близько 7500 осіб (80% були ашкеназького походження), які жили в основному в Солсбері та Булавайо . Найменші сільські громади також існували протягом коротких періодів у Квекві, Мутарі та Кадомі . Більшість єврейських жителів Зімбабве поїхали після насильства та соціальних потрясінь. 2007 року місцева єврейська громада скоротилася до 270 осіб. Громада тісно пов'язана з Ізраїлем. 2003 року Булавайо Шуль був спалений в антисемітському акті насильства. 

## Прибуття євреїв із Європи
У Південній Африці існує значна, переважно ашкеназька єврейська громада. Вони та їхні предки іммігрували в основному з Литви до Другої світової війни, хоча деякі іммігрували з Великобританії, Німеччини та Східної Європи. Сефардські євреї, які походять з острова Родос, також оселилися в Африці на південь від Сахари на таких територіях, як бельгійське Конго. Згодом члени цих єврейських громад мігрували до Південної Африки.
Малі європейські єврейські громади розвивалися в колоніальні роки в Намібії (Південно-Західна Африка), Зімбабве (Південна Родезія), Лесото (  ), Свазіленді, Ботсвані (Бечуаналенд), Заїрі (бельгійське Конго, в основному сефарди)., Малаві (Ньясаленд) та Замбія (Північна Родезія). У громадах, які зазвичай базуються у столицях цих країн, створено синагоги та часто формальні єврейські школи.

У Мапуті, Мозамбік, була єврейська громада, але після незалежності країни більшість залишилася. Уряд офіційно повернув синагогу Мапуту в єврейську громаду, але «майже залишилося єврейської громади, щоб її відновити». 